# Jean-Antoine Watteau
Jean-Antoine Watteau (francosko: [ʒɑ̃ ɑ̃twan vato]; krščen 10. oktober 1684 – umrl 18. julij 1721) je bil francoski slikar in risar, čigar kratka kariera je spodbudila oživitev zanimanja za barve in gibanje, kot je razvidno iz tradicije Correggia in Rubensa. Revitaliziral je pojemajoči baročni slog in ga preusmeril k manj strogemu, bolj naturalističnemu, manj formalno klasičnemu rokokoju. Watteauju pripisujejo iznajdbo žanra fête galante, prizorov bukoličnega in idiličnega šarma, prežetih z gledališkim pridihom. Nekatere njegove najbolj znane teme so bile črpane iz sveta italijanske komedije in baleta.

## Zgodnje življenje in usposabljanje
Jean-Antoine Watteau se je rodil oktobra 1684 v Valenciennesu, nekoč pomembnem mestu v grofiji Hainaut, ki je nato postalo del burgundske in Habsburške Nizozemske do odcepitve od Francije po francosko-nizozemski vojni. Bil je drugi od štirih sinov, rojenih Jean-Philippu Watteauju (1660–1720) in Michelle Lardenois (1653–1727), in naj bi bil valonskega porekla. Watteaujevi so bili precej premožna družina, čeprav naj bi bil Jean-Philippe, krovec v drugi generaciji, naklonjen pretepanju. Ker je Jean-Antoine že zgodaj pokazal zanimanje za slikanje, je bil morda vajenec Jacques-Alberta Gérina, lokalnega slikarja, njegovi prvi umetniški subjekti pa so bili šarlatani, ki so na ulicah Valenciennesa prodajali zdravila. Watteau je leta 1702 odšel v Pariz. Po obdobju, ki ga je preživel kot scenograf, in se zaradi slabega zdravja zaposlil v delavnici na Pont Notre-Dame, kjer je izdeloval kopije priljubljenih žanrskih slik v flamski in nizozemski tradiciji; v tem obdobju je razvil svojo značilno tehniko, podobno skici.
Njegove risbe so pritegnile pozornost slikarja Clauda Gillota in do leta 1705 je bil zaposlen kot pomočnik pri Gillotu, čigar delo je pod vplivom Francesca Primaticcia in Fontainebleaujske šole predstavljalo reakcijo proti nemirni uradni umetnosti vladavine Ludvika XIV. V Gillotovem studiu se je Watteau seznanil z liki Commedia dell'arte (ki se je po odhodu Comédie-Italienne leta 1697 preselila v gledališče théâtre de la foire), Gillotove najljubše teme, ki je postala ena Watteaujevih življenjskih strasti.
Po prepiru z Gillotom se je Watteau preselil v delavnico notranjega opremljevalca Clauda Audrana III., pod čigar vplivom je začel izdelovati risbe, ki so jih občudovali zaradi popolne elegance. Audran je bil kustos Luksemburške palače in od njega je Watteau pridobil znanje o dekorativni umetnosti in okrasnem oblikovanju. V palači si je Watteau lahko ogledal veličastno serijo platen, ki jih je Peter Paul Rubens naslikal za kraljico Marijo Medičejsko. Flamski slikar je postal eden njegovih glavnih vplivov, skupaj z beneškimi mojstri, ki jih bo kasneje preučeval v zbirki svojega pokrovitelja in prijatelja, bankirja Pierra Crozata.
V tem obdobju je Watteau naslikal Odhajajoči polk, prvo sliko v njegovi drugi in bolj osebni maniri, ki kaže vpliv Rubensa, in prvo v dolgi seriji taborniških slik. Sliko je pokazal Audranu, ki jo je kritiziral in mu svetoval, naj ne zapravlja časa in darov za takšne teme. Watteau je bil odločen, da ga bo zapustil in kot izgovor navedel svojo željo po vrnitvi v Valenciennes. Kupca je po skromni ceni 60 livrov našel pri možu po imenu Sirois, tastu njegovega kasnejšega prijatelja in pokrovitelja Edme-Françoisa Gersainta, in tako se mu je omogočila vrnitev na dom svojega otroštva. V Valenciennesu je naslikal več majhnih taborniških del, predvsem taborniški ogenj, ki ga je ponovno kupil Sirois, cena pa je bila tokrat povišana na 200 livrov.

## Kasnejša kariera
Leta 1709 je Watteau poskušal pridobiti enoletno bivanje v Rimu, tako da je osvojil Prix de Rome od Akademije, vendar mu je uspelo dobiti le drugo nagrado. Leta 1712 je poskusil znova in Charles de La Fosse ga je prepričal, da se od odhoda v Rim nima česa naučiti; po zaslugi Fosseja je bil leta 1712 sprejet kot pridruženi član Akademije in leta 1717 kot redni član. Teh pet let je potreboval, da je dostavil zahtevani 'sprejemni del', eno svojih mojstrovin: Vkrcanje za Kitero (imenovano tudi Romanje na otok Kitera).
Watteau je nato odšel živeti k zbiratelju Pierru Crozatu, ki je nazadnje ob svoji smrti leta 1740 zapustil okoli 400 slik in 19.000 risb mojstrov. Tako je Watteau lahko porabil še več časa za seznanjanje z deli Rubensa in beneških mojstrov. Manjkalo mu je aristokratskih mecenov; njegovi kupci so bili buržuji, kot so bankirji in trgovci. Med njegovimi najbolj znanimi slikami so poleg dveh različic Vkrcanje za Kitero, ene v Louvru in druge v palači Charlottenburg v Berlinu, so Pierrot (dolgo identificiran kot "Gilles"), Fêtes venitiennes, Ljubezen v italijanskem gledališču, Ljubezen v francoskem gledališču, Voulez-vous triompher des belles? in Mezzetin. Predmet njegove prepoznavne slike, Pierrot (Gilles), je igralec v belem satenastem kostumu, ki stoji izoliran od svojih štirih spremljevalcev in strmi predse z zagonetnim izrazom na obrazu.
Zadnja Watteaujeva mojstrovina, Gersaintov izvesek, zapusti pastoralno gozdno okolje in se sreča z vsakdanjim urbanim nizom srečanj. Ta znak za pariško trgovino trgovca s slikami Edmeja Françoisa Gersainta, ki je bil naslikan na lastno vztrajanje Watteauja, »v osmih dneh, ko je delal samo zjutraj ... da bi si ogrel prste«, je dejansko zadnja zavesa Watteaujevega gledališča. Primerjali so jo z Las meninas kot meditacijo o umetnosti in iluziji. Prizorišče je umetniška galerija, kjer je fasada čarobno izginila, galerija in ulica na platnu pa sta zliti v eno sosednjo dramo.
Watteau je vznemiril svoje prijatelje zaradi brezskrbnosti glede svoje prihodnosti in finančne varnosti, kot da bi slutil, da ne bo dolgo živel. Pravzaprav je bil že od otroštva bolehen in fizično krhek. Leta 1720 je odpotoval v London v Anglijo, da bi se posvetoval z dr. Richardom Meadom, enim najbolj modnih zdravnikov svojega časa in občudovalcem Watteaujevega dela. Vendar pa je vlažen in zakajen zrak v Londonu izničil vse koristi zdrave hrane in zdravil dr. Meada. Watteau se je vrnil v Francijo in preživel šest mesecev pri Gersaintu, nato pa zadnjih nekaj mesecev preživel na posestvu svojega pokrovitelja, opata Harangerja, kjer je umrl leta 1721, morda zaradi tuberkuloznega laringitisa, v starosti 36 let. Opat je rekel, da je bil Watteau v svojih zadnjih dneh polzavesten in nem, da je stiskal čopič in v zraku slikal namišljene slike.
Njegov nečak Louis Joseph Watteau, sin Antoinovega brata Noëla Josepha Watteauja (1689–1756), in veliki nečak François-Louis-Joseph Watteau, Louisov sin, sta sledila Antoinu v slikarstvo.

## Kritična ocena in zapuščina
Watteau, ki je bil med svojim življenjem malo znan izven ozkega kroga svojih privržencev, je bil »v sodobni umetnostni kritiki omenjen le redko in takrat običajno grajajoče«. Sir Michael Levey je nekoč zapisal, da je Watteau »nevede ustvaril koncept individualističnega umetnika, zvestega sebi in samo sebi«. Če bi njegova neposredna privrženca, Lancret in Pater, upodabljala nesramežljivo razkošje aristokratskih romantičnih iskanj, Watteau v nekaj mojstrovinah napoveduje umetnost o umetnosti, svet umetnosti, kot ga gledajo skozi oči umetnika. V nasprotju z rokokojsko muhavostjo in razuzdanostjo, ki sta jo gojila François Boucher in Jean-Honoré Fragonard v poznejšem delu vladavine Ludvika XV., je Watteaujevo gledališko panaširanje običajno obarvano z noto sočutja, hrepenenja in žalosti zaradi minljivosti ljubezni in drugih zemeljskih užitkov. Slavni viktorijanski esejist Walter Pater je o Watteauju zapisal: »Vedno je iskal nekaj na svetu, česar ni v zadostni meri ali pa sploh ni.«:414
Watteau je bil plodovit risar. Njegove risbe, običajno narejene v tehniki trois crayons, so zbirali in občudovali celo taki, kot sta grof de Caylus ali Gersaint, ki so njegovim slikam očitali napake. V letih 1726 in 1728 je Jean de Jullienne objavil zbirko jedkanic po Watteaujevih risbah, leta 1735 pa je objavil serijo grafik po njegovih slikah, The Recueil Jullienne. Kakovost reprodukcij z uporabo mešanice graviranja in jedkanja po praksi Rubensovih graverjev se je razlikovala glede na spretnost ljudi, ki jih je zaposloval Jullienne, vendar je bila pogosto zelo visoka. Tako obsežen zapis je bil doslej neprimerljiv. To je pomagalo razširiti njegov vpliv po Evropi in v dekorativni umetnosti.
Watteaujev vpliv na umetnost (ne le na slikarstvo, ampak tudi na dekorativno umetnost, kostum, film, poezijo, glasbo) je bil večji od vpliva skoraj katerega koli drugega umetnika 18. stoletja. Watteaujeva obleka, dolga, vreči podobna obleka z ohlapnimi gubami, ki visijo z ramen zadaj, podobna tistim, ki jih nosijo mnoge ženske na njegovih slikah, je poimenovana po njem. Glede na Konodyjevo kritično oceno v enajsti izdaji Encyclopædia Britannica je delno »v njegovi obdelavi pokrajinskega ozadja in atmosferskega okolja figur mogoče najti zametke impresionizma«. Njegov vpliv na poznejše generacije slikarjev je bil morda manj očiten v Franciji kot v Angliji, kjer je bil J. M. W. Turner med njegovimi oboževalci. Oživljena moda za Watteauja se je začela v Angliji v času britanskega regentstva, kasneje pa so jo strnili bratje Goncourt v Franciji (Edmond de Goncourt je leta 1875 izdal katalog raisonné) in zveza Svet umetnosti v Rusiji.
Leta 1984 je Jean Ferré v Parizu ustanovil Watteaujevo društvo, dr. Selby Whittingham pa v Londonu. Leta 1984 so z veliko razstavo v Parizu, Washingtonu in Berlinu obeležili tristoletnico njegovega rojstva. Od leta 2000 je Watteau center v Valenciennesu ustanovil profesor Chris Rauseo. Katalog raisonné Watteaujevih risb sta sestavila Pierre Rosenberg in Louis-Antoine Prat, ki sta nadomestila katalog sira Karla Parkerja in Jacquesa Matheyja; podobnih projektov na njegovih slikah sta se lotila Alan Wintermute in Martin Eidelberg.

## Galerija
- Pierrot Content, ok. 1711–1712, Thyssen-Bornemisza Museum, Madrid.[36]
- Poročna pogodba in podeželski plesi, ok. 1711, muzej Prado, Madrid.[37]
- La Perspective (Pogled skozi drevesa v parku Pierra Crozata), ok. 1715, Muzej lepih umetnosti, Boston
- Savojec s svizcem, ok. 1716, Ermitaž, Sankt Peterburg
- Mezzetino, ok. 1717–1720, Metropolitanski muzej umetnosti, New York
- Pierrot, ok. 1718–1719, Louvre, Pariz
- Quellnymphe, ok. 1718, privatna zbirka
- Ljubezenska pesem, ok. 1717, Narodna galerija, London
- Ropar vrabčjega gnezda, ok. 1712, National Galleries of Scotland, Edinburgh
- Ples, ok. 1716–1718, Gemäldegalerie, Berlin
- Igralci Comédie-Française, med 1711–1718, Ermitaž, Sankt Peterburg
- Fêtes Vénitiennes, ok. 1718–1719, National Galleries of Scotland, Edinburgh
- Ljubezenska lekcija, ok. 1716–1717, Nationalmuseum, Stockholm
- Les Plaisirs du Bal, c. 1717, Dulwich Picture Gallery, London
- Presenečenje, c. 1718, Getty Center, Los Angeles
- La Boudeuse, ok. 1715–1718, Ermitaž, Sankt Peterburg[38]
- Romanje na Kitero, ok. 1718–1719, palača Charlottenburg, Berlin
- Italijanski komedijanti, ok. 1719–1721, National Gallery of Art, Washington, D.C.
- Gersaintov izvesek, ok. 1720–1721, palača Charlottenburg, Berlin
- Ceres (poletje), ok. 1717–1718, National Gallery of Art, Washington, D. C.